# رصدخانه میان‌آمریکایی سرو تولولو
رصدخانه اینتر-آمریکن سرو تولولو (به انگلیسی: Cerro Tololo Inter-American Observatory) یک مرکز نجوم بین‌المللی در کشور شیلی در آمریکای جنوبی است.
این رصدخانه که در ارتفاع ۲٬۲۰۰ متری از سطح دریا قرار دارد، توسط ۳۱ دانشگاه از ایالات متحده آمریکا، و ۵ دانشگاه از باقی نقاط دنیا اداره می‌شود.
اکثر بودجه این مرکز توسط رصدخانه اپتیکی ملی آمریکا تأمین می‌شود.
این رصدخانه در ۱۰ کیلومتری شمال رصدخانه سرو پاچون در شیلی قرار دارد.

## نگارخانه

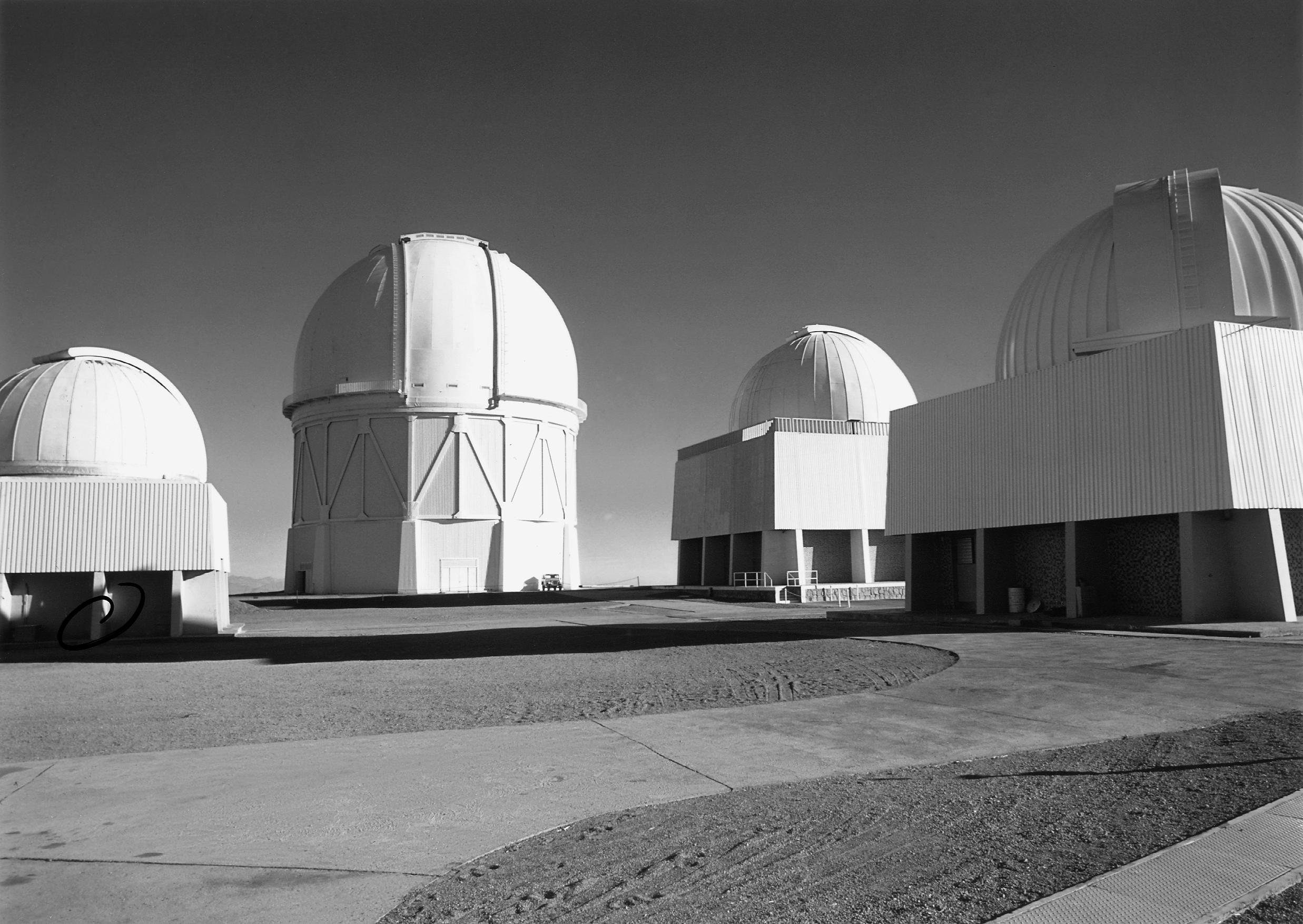
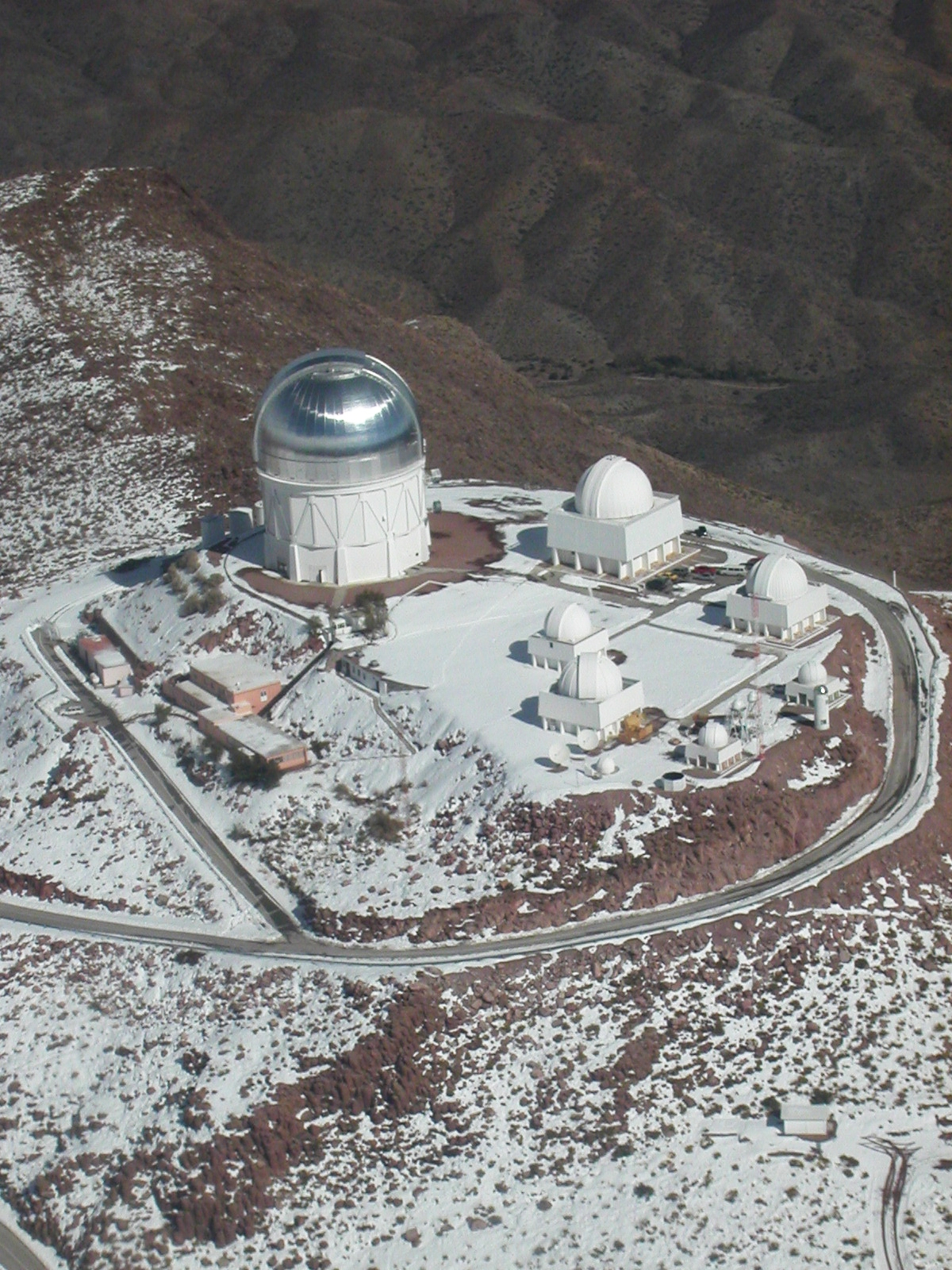
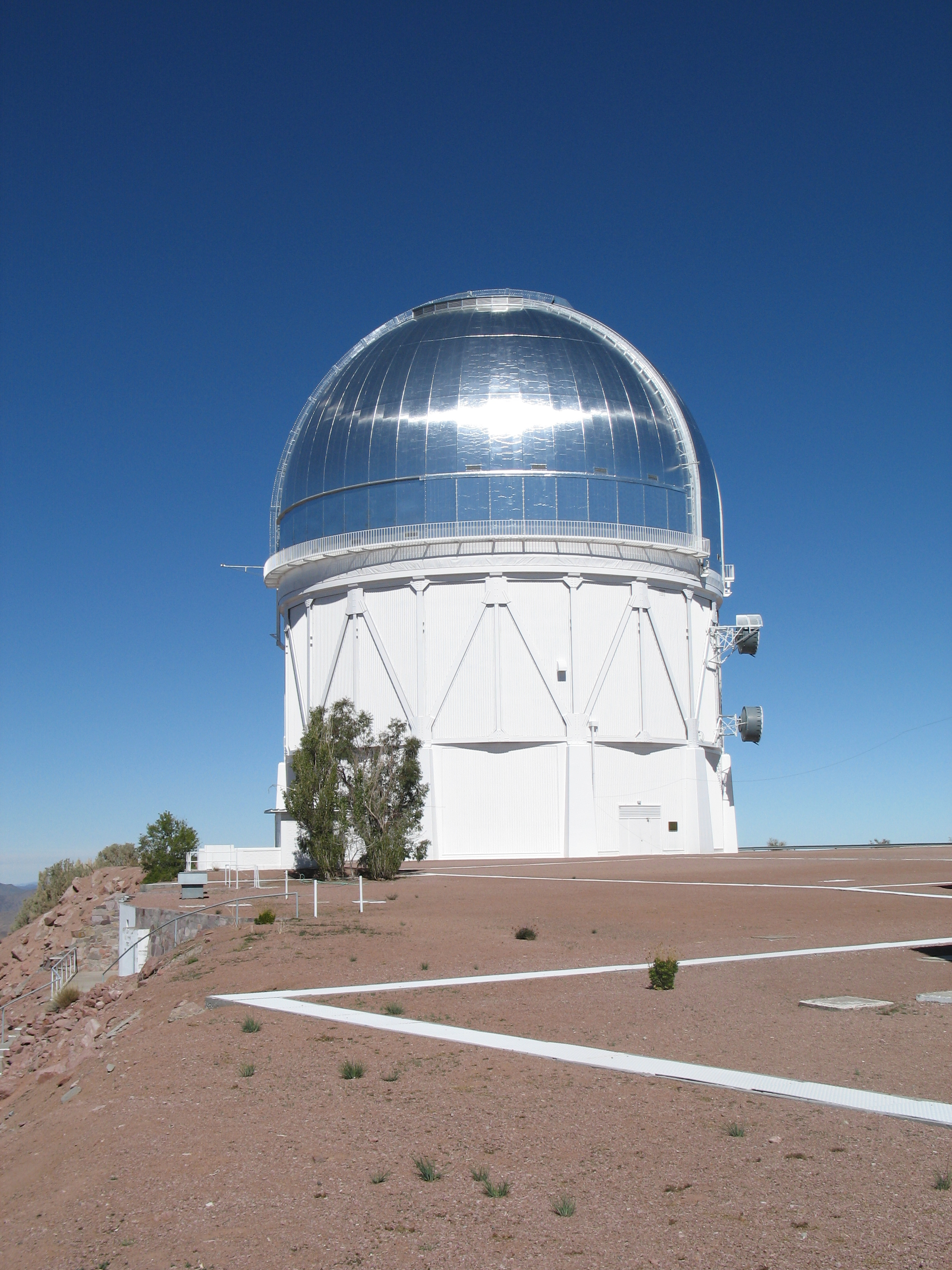
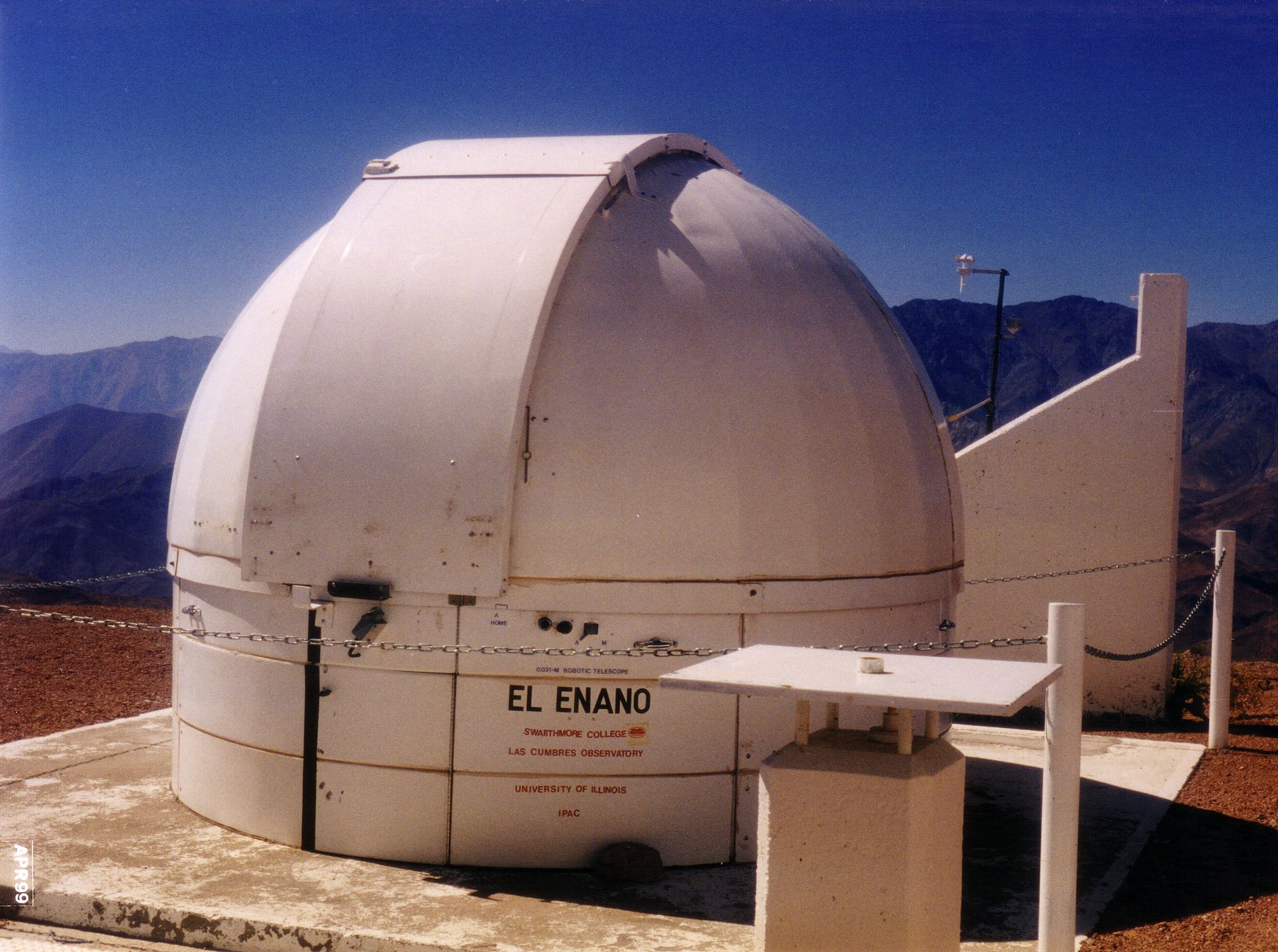
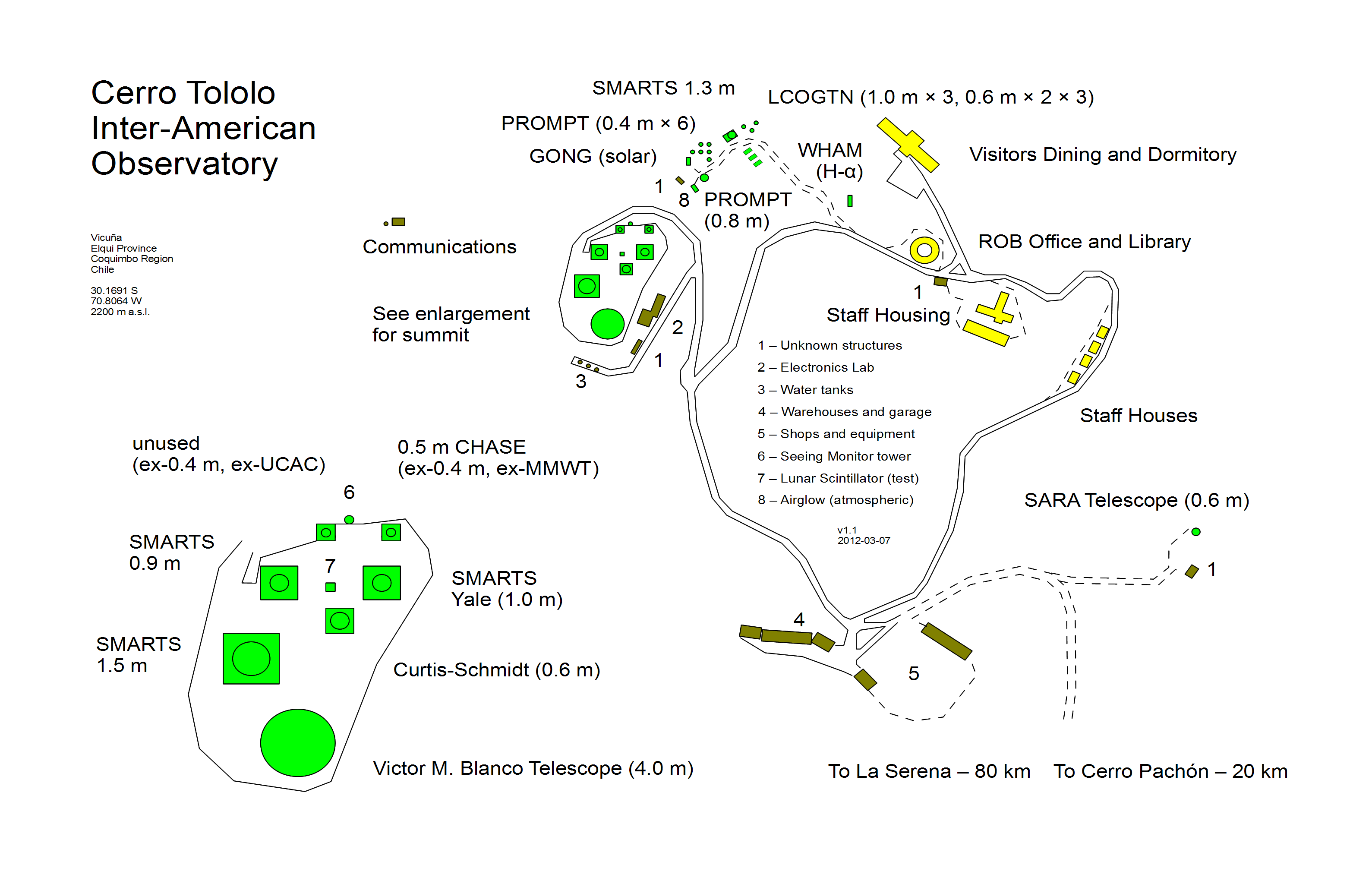